# Styloniscus riversdalei
Styloniscus riversdalei is een pissebed uit de familie Styloniscidae. De wetenschappelijke naam van de soort is voor het eerst geldig gepubliceerd in 1932 door Keppel Harcourt Barnard.